# Karl Schlechta
Karl Schlechta (1921. január 28. – 2016. szeptember 5.) osztrák labdarúgó, edző.

## Sikerei, díjai

### Edzőként
Rapid Wien
- Osztrák bajnokság
  - 2.: 1977–78
  - 3.: 1978–79